# المحترفون (فلم)
المحترفون  فيلم دراما وجريمة مصري للمخرج يوسف شرف الدين عام 1986  عن قصة كاتب المسرح والسيناريست هشام السلاموني  الذي كتب السيناريو والحوار مع محمد الحمدي. الفيلم من بطولة فاروق الفيشاوي، بوسي، صلاح السعدني، عفاف رشاد، عماد رشاد، وصلاح نظمي  وتدور الأحداث حول كاظم ورياض وسعيهم لامتلاك الأراضي في مناطق التنقيب عن الآثار القديمة، وترفض السيدة المسنة إحسان بيع أرضها، ولكنها تجبر على توقيع عقد للبيع ويهدم بيتها.
صدر الفيلم إلى دور العرض المصرية في أول ديسمبر 1986.
منح موقع قاعدة بيانات الأفلام العربية «السينما.كوم» الفيلم درجة 6.1/ 10.

## طاقم التمثيل
فاروق الفيشاوي: في دور أحمد عبد الموجود
بوسي: في دور حنان (جارة أحمد وصاحبة الكافيتريا)
صلاح السعدني: في دور رياض البلتاجي
عفاف رشاد: في دور سلوى البلتاجي
عماد رشاد: في دور ممدوح كاظم
صلاح نظمي: في دور كاظم (المستثمر)
عزيزة حلمي: في دور إحسان (والدة أحمد)
عبد السلام محمد: في دور أبو فاس (جار أحمد)
عدوي غيث: في دور عم بلتاجي (والد رياض وسلوى)
علي جوهر: في دور الرجل الكبير
حسن مصطفى علي: في دور الدكتور فاضل
بالاشتراك مع: يوسف العسال – سعيد رضوان – سيد علام – محمد عتريس – رشاد فرج – علية علي – صلاح صادق – محسن الصفتي – أحمد أبو عبية – عبد الرازق فوزي – أحمد عقل – إبتسام عبده 

## موسيقى الفيلم
حسن أبو السعود (الموسيقى التصويرية)
التسجيل: ستوديوهات صوت الحب 
أغنية المقدمة (كلمات: مجدي النجار – غناء: أحمد إبراهيم)

## أحداث الفيلم
يعود أحمد عبد الموجود (فاروق الفيشاوي) من الخارج بعد أن حقق أحلامه، ليكتشف هدم بيته وبيوت جيرانه من أهل القرية، الذين باعوا أرضهم وبيوتهم لصالح المستثمر كاظم بيه (صلاح نظمي) ليبنى مشروعا كبيراً بدأ بمدرسة ومستشفى. يكتشف أحمد أن والدته إحسان (عزيزة حلمي) قد باعت البيت والارض، وهي حاليا نزيلة المستشفى الجديد مصابة بصدمة عصبية أفقدتها الكلام، ويكتشف أيضاً أن حبيبته سلوى البلتاجي (عفاف رشاد) قد تم خطبتها لممدوح كاظم (عماد رشاد) ابن المستثمر كاظم، وتعللت بأنه لم يكن يرد على خطاباتها، وهو ينكر استلام هذه الخطابات، وأنه كان يرسل لها خطابات لا ترد عليها. تكتشفت سلوى أن شقيقها رياض (صلاح السعدني) وصديق أحمد أيضاً، هو المتسبب في منع الخطابات طمعا في تزويجها من ممدوح الثري. تقف حنان (بوسي)، جارة أحمد وصاحبة الكافيتريا، إلى جانبه وتمنحه بيت خالها المسافر ليقيم فيه. يتحدث عم بلتاجي (عدوي غيث) والد سلوى، مع أحمد ويصرح له أن والدته كانت لآخر لحظة ممتنعة عن بيع بيتها لصالح المشروع، وأنه يشك في هذا البيع. يواجه أحمد كاظم بيه، الذي يطلعه على عقد البيع وختم والدته، ولكن أبو فاس (عبد السلام محمد) جاره، يخبره أن كاظم ورجاله قاموا بإجبار والدته على وضع خاتمها على العقد أثناء تواجدها بالمستشفى، وان والدته أخبرته ان الدواء الذي تتناوله يزيدها مرضها، مما جعل أحمد يسرق الدواء ويعرضه على الدكتور فاضل (حسن مصطفى علي) الذي قام بتحليله، ليكتشف أن به سم بطيئ. كان كاظم بيه ورياض يعملان في ظل منظمة كبيرة لسرقة الآثار، يتزعمها الرجل الكبير (علي جوهر) وأن الأرض التي قرروا بناء المشروع عليها تحتوى على مقبرة فرعونية، وأنها أسفل بيت إحسان، وقد واصلوا الحفر سرا حتى وصلوا للمقبرة ويستعدون للوصول لحجرة الدفن، حيث يوجد التابوت. يتهرب ممدوح من الزواج بسلوى بعد معاشرتها، وعندما تفقد منه الأمل قامت بقتله، بينما يقوم رياض بقتل أبو فاس في بيت أحمد، حتى يتم إتهام أحمد المعارض للمشروع. يصل الجميع لحجرة الدفن ويستعدون للاستيلاء على التابوت، وهنا يتخلص رياض من كاظم ليحل محله حسب اتفاقه مع الرجل الكبير بينما يخطف رجال العصابة حنان لإستدراج أحمد، الذي يحضر بعد أن يبلغ الشرطة، ويتمكن من مقاومة العصابة وحده، ويتغلب على رياض، وعندما يعرض عن قتله ويدير له ظهره يطلق رياض الرصاص، ولكن سلوى تتلقى الرصاصات لتفتدي حبيبها، وتموت على يد أخيها، وتصل قوات الشرطة. يشعر أحمد بإخلاص حنان له، ويقرر أن يكمل حياته معها.

## وصلات خارجية
- مقالات تستعمل روابط فنية بلا صلة مع ويكي بيانات
- المحترفون على موقع الدهليز
- المحترفون على موقع كاروهات